# Édouard Lock

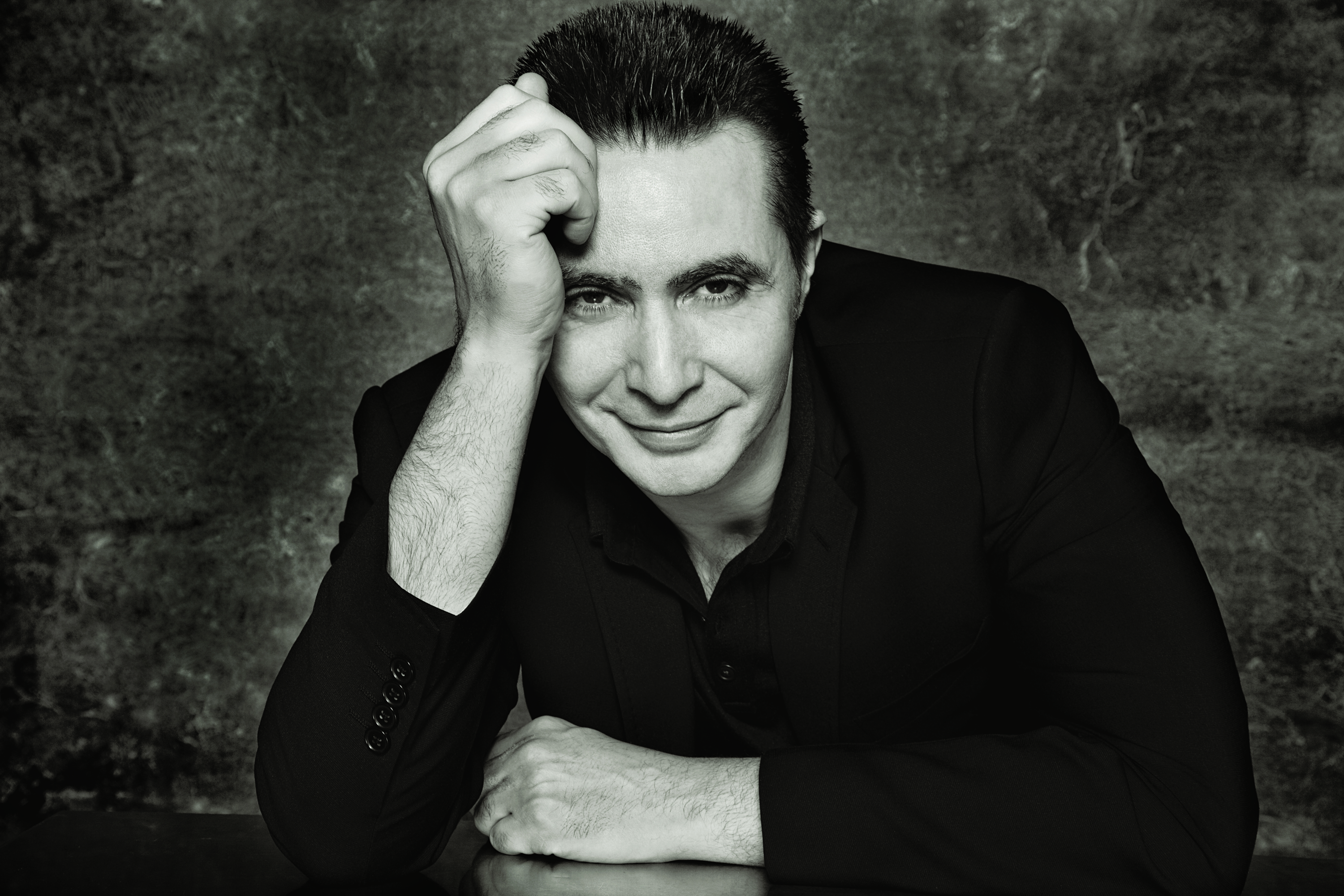
Édouard Lock, 2009

Édouard Lock (* 3. März 1954 in Casablanca, Marokko) ist ein kanadischer Choreograph und Tänzer.

## Leben
Lock kam als Kind mit seinen Eltern nach Kanada und wuchs in Montreal auf. An der Concordia University studierte er Film. Zum Tanz kam er über die Tanzkompanie Le Groupe Nouvelle Aire und begann dann als Choreograph zu arbeiten. Bereits seine erste Choreographie Temps Volé (1975) fand Anklang beim Publikum und der Kritik. 1980 gründete er die Lock-Danseurs, aus der die Gruppe La La La Human Steps hervorging. Sein erstes Werk für die Gruppe war Lily Marlene in the Jungle (1980). Es folgten, mit einem Jean A. Chalmers Award für Choreographie ausgezeichnet, Oranges (1981) und das Musical Businessman in the Process of Becoming an Angel (1983) mit der Tänzerin Louise Lecavalier, die einen Bessie Award erhielt. Für Human Sex (1985) wurde Lock selbst für seine Choreographie mit einem Bessie Award ausgezeichnet. 
Im Rahmen der Eishockeyserie Rendez-vous ’87 trat Lockes Kompanie gemeinsam mit dem Bolschoi-Ballett auf. 1988 choreographierte er Bread Dances für das niederländische Nationalballett (Het National Ballet). Im gleichen Jahr begann seine Zusammenarbeit mit David Bowie (Look Back in Anger), dessen Welttournee Sound and Vision er 1989 als künstlerischer Leiter begleitete. 1992 war er Choreograph der Konzertreihe Yellow Shark von Frank Zappa und dem Ensemble Modern. In der Folgezeit arbeitete er auch mit Musikern und Gruppen wie Gavin Bryars, den Einstürzenden Neubauten, Steve Albini, David Lang, Kevin Shields, David Van Tingham und der West India Company zusammen.
1993 drehte Lock den Film Le Petit Museé de Vélasquez, der bei verschiedenen internationalen Filmfestivals gezeigt und 1994 mit vier Prix Gémeaux und beim International Festival of Television im Banff Centre mit dem Prix Québec-Alberta ausgezeichnet wurde. Über Jahre hin erhielt jedes Projekt Locks bedeutende Preise, und die Stücke tourten weltweit mehrere Jahre und mündeten dann in eine gleichnamige Filmproduktion. So wurde Amelia (2002) im Jahr 2003 mit dem Großen Preis des Conseil des arts de Montréal ausgezeichnet. Der gleichnamige Film erhielt Preise beim Chicago Film Festival, beim Rose d'Or Television Festival in der Schweiz und beim Internationalen Festival in Prag, erhielt den Jurypreis beim International Banff Television Festival, zwei Gemini Awards, zwei Preise der National Association of Broadcasters und war Finalist bei den Emmy Awards. 
Ausgezeichnet wurde Lock u. a. 2001 mit dem Prix Denise Pelletier, dem Ordre national du Québec und als Officer des Order of Canada sowie 2010 mit dem Molson Prize des Canada Council for the Arts.